# The Janice Dickinson Modeling Agency

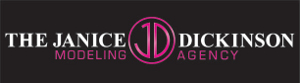
A műsor logója

A The Janice Dickinson Modeling Agency egy amerikai modellkereső valóságshow, ami 2006. június 6-án debütált az Oxygen tévécsatornán. A show nyomon követi a Surreal Life volt szereplőjét és az America's Next Top Model egykori zsűritagját, a szupermodell Janice Dickinsont, aki önálló vállalkozásba kezd: megalapítja első modellügynökségét. Dickinson "a világ legelső szupermodelljének" vallja magát és elérkezettnek látta harminc év tapasztalatát egy modellügynökségbe fektetni. A cég 2005 novemberében kezdte el működését.

Az Oxygen 2006. október 18-án jelentette be, hogy igényt tart egy második szériára. 2006. december 16-án különkiadást láthattak a nézők Christmas with the Dickinsons címmel. 2007. január 10-én el is indult a második évad, majd 2007. június 21-én a csatorna még egy szériát rendelt, ami 2007. december 4-én vette kezdetét.

## 1. széria
Janice Dickinson eldönti, hogy megnyitja saját nevére keresztelt ügynökségét. Ahogy telik az idő, a cég egyre nagyobb pénzügyi veszteségeket szenved, így rákényszerül arra, hogy számos modellt elbocsátson.

## 2. széria
Az ügynökség egyre növekvő népszerűsége még nagyobb buzgóságra készteti Janice-t. Egyik vakációjáról csak azért tér vissza, hogy modelleket keressen. Egy kellemetlen incidens is történt a széria során. Janice ugyanis rosszakat mondott ausztrál partneréről, az alsóneműket gyártó AussieBumról. Habár az eset kamerán kívül történt, nagy felháborodást keltett.

## 3. széria
Janice történelmet ír a modellvilágban, amikor megnyitja a Latin Divisiont és harmadik nyílt válogatását. Az előző két szériában Janice Dickinson munkatársa, Peter Hamm a harmadik évadban már nem szerepel, elhagyja a céget. A szuperodell Miamiban is tart egy castingot.